# Locomotiva FS 162
Le locomotive FS 162 sono state un gruppo di locomotive delle Ferrovie dello Stato (FS).
Costruite in quattro unità e di provenienza eterogenea, dopo avere prestato servizio per oltre cinquant'anni nelle aziende ferroviarie che vennero riscattate dalle FS, dopo un breve servizio presso l'azienda di Stato a causa delle loro modeste velocità e prestazioni vennero radiate e demolite.     